# 深部静脈血栓症
深部静脈血栓症（しんぶじょうみゃくけっせんしょう、Deep vein thrombosis、 DVT）は、深部静脈に血栓が形成する疾患であり、最も一般的に脚に発症する 。
症状は患部の痛み、腫れ、発赤、熱などである。症例の約半数は無症状である。合併症には、剥離した凝血塊が肺に移動することにより肺血栓塞栓症や血栓後症候群になることがありえる。
リスク要因には、手術後、癌、外傷、運動不足、肥満、喫煙、ホルモンによる避妊、妊娠および出産後、抗リン脂質抗体症候群、特定の遺伝的条件などがあげあれる。遺伝的要因にはアンチトロンビンとプロテインCとプロテインSの欠損、さらに第V因子ライデンの変異があげられる。一般的な基礎となるDVTの機序は、血流速度の低下、血栓形成傾向の増加、血管壁の損傷など、いくつかの組み合わせによるものである。
DVTが疑われる人には、Wellsスコアなどの臨床予測ルールを用いた診察をすることができる。DVTの診断の除外を補助するため、またはさらなる検査の必要性を判断するために、 Dダイマーを用いることがある。診断は一般的に血栓が疑わしい患部の静脈の超音波検査によって確認される。DVTと肺塞栓症を併せた疾患は静脈血栓塞栓症(VTE)として知られている。
標準的なDVTの治療法は抗凝固療法(血液希釈剤)である。一般的に使用される薬には、低分子量ヘパリン、ワルファリン、または経口の抗凝固薬がある。段階式着圧ストッキングを着用することにより、血栓後症候群のリスクを減らすことができる場合がある。手術後の予防には、早くからの頻度の歩行、脹脛(ふくらはぎ)の運動、アスピリン、抗凝固剤、段階式着圧ストッキング、間欠的な空気圧迫などがあげられる。DVTの発生率は小児期から老年期にかけて増加し、成人期には、年間約1000人に約1人に影響している。人生でVTEを発症する確率は約5％である。